# محمد حسين سرور
محمد حسين سرور، (8 تموز 1973 - 26 أيلول 2024)، (المعروف ب "أبو صالح")، هو القائد السابق للوحدة الجوية في تنظيم حزب الله.

## سيرته
ولد محمد حسين سرور في عيتا الشعب وهي قرية لبنانية من قرى قضاء بنت جبيل في محافظة النبطية والتي تقع على الحدود اللبنانية، وهو يحمل شهادة في الرياضيات، وانتسب إلى صفوف حزب الله عام 1986 ، وتدرج في المسؤوليات التنظيمية داخل هيكليات الحزب وخضع للعديد من الدورات القيادية العليا، وشارك في العديد من عمليات الحزب ضد الإحتلال الإسرائيلي، وكان من الضباط الأساسيين في التصدّي للهجمات المعادية على حدود لبنان الشرقيّة، وفي مُختلف المُحافظات السوريّة، كما تنقل بين عدد من الاختصاصات العسكرية وتولى مسؤولية القوّة الجويّة في الحزب منذ عام 2020، وقاد العمليّات العسكريّة للقوّة الجويّة في الحزب على جبهة الإسناد اللبنانيّة منذ بداية معركة عملية طوفان الأقصى وحتى تاريخ اغتياله.

## الاغتيال
في 26 أيلول سبتمبر 2024، اغتيل محمد حسين سرور في غارة على بيروت نفذتها الجيش الإسرائيلي على ضاحية بيروت الجنوبية، وكان المتحدث باسم الجيش الإسرائيلي قال إن سرور وجه وأشرف على تنفيذ "عمليات إرهابية بالمسيرات، وصواريخ كروز وطائرات من دون طيار وُجِّهَت لاستهداف الجبهة الداخلية لإسرائيل" حسب زعمه.

## أنظر أيضا
- وحدة الرضوان
- عباس نيلفروشان
- علي كركي
- حسين غندور
- إبراهيم عقيل

## مواضيع ذات صلة
- اشتباكات حزب الله وإسرائيل (2023–الآن)
- الحرب الفلسطينية الإسرائيلية 2023